# Ethobunus oaxacensis
Ethobunus oaxacensis is een hooiwagen uit de familie Zalmoxioidae.